# Calanthemis schmidi
Calanthemis schmidi es una especie de escarabajo longicornio del género Calanthemis, tribu Clytini, subfamilia Cerambycinae. Fue descrita científicamente por Dauber en 2004.

## Descripción
Mide 12,1 milímetros de longitud.

## Distribución
Se distribuye por Malaui y Tanzania.